# الله‌یار خلعتبری
الله‌یار خلعتبری، استاد بازنشسته تاریخ دانشگاه شهید بهشتی و نویسنده ایرانی است.

## زندگی
الله‌یار خلعتبری در سال ۱۳۲۶ش. در شهرستان قزوین دیده به جهان گشود. وی پس از گذراندن تحصیلات ابتدایی، راهنمایی و متوسطه در سال ۱۳۴۳ش. در شهرستان شهسوار (تنکابن)  موفق به اخذ دیپلم گردید. ایشان تحصیلات کارشناسی خود را در رشته فلسفه اسلامی (معقول) دردانشگاه تهران به پایان برد و پس از آن برای ادامه تحصیل راهی اروپا شد و به فرانسه رفت و از دانشگاه سوربن مدرک کارشناسی ارشد خود را در رشته تاریخ فلسفه به سال ۱۳۵۱ش. دریافت کرد و در همان دانشگاه برای تحصیلات دکتری در رشته تاریخ اقدام کرد و در نهایت سال ۱۳۵۵ش. موفق به اخذ مدرک دکتری شد.
او از نوادگان محمد ولی خان تنکابنی معروف به سپهدار تنکابنی یا سپهدار اعظم است.

## آثار
1. تاریخ خوارزمشاهیان
2. جنبش بابک[۴]
3. یادداشت‌های محمدولی خان تنکابنی (سپهسالار اعظم)
4. کارکردها و نقش سیاسی و اجتماعی قلاع در تاریخ میانه ایران